# Aleksandr Arosiew
Aleksandr Jakowlewicz Arosiew (ros. Алекса́ндр Я́ковлевич Аро́сев, ur. 13 maja?/25 maja 1890 w Kazaniu, zm. 10 lutego 1938) – rosyjski rewolucjonista, czekista, dyplomata radziecki, ojciec aktorki Olgi Arosiewej.

## Życiorys
Syn krawca, w 1907 wstąpił do SDPRR, bolszewik, aresztowany za działalność wywrotową, w 1909 wyemigrował do Belgii, gdzie studiował na Wydziale Filozoficzno-Filologicznym Uniwersytetu w Liège. 
Po powrocie w 1911 do Rosji studiował w Piotrogrodzkim Instytucie Psychoneurologicznym, zanim w grudniu 1916 został powołany do armii; w maju 1917 skończył moskiewską szkołę chorążych. W 1917 był przewodniczącym Rady Twerskiej, od czerwca 1917 członek Wszechrosyjskiego Biura Organizacji Wojskowych SDPRR(b), 4 sierpnia 1917 aresztowany, we wrześniu 1917 zwolniony. 
W listopadzie 1917 był szefem Wydziału Operacyjnego Sztabu Moskiewskiego Rewolucyjnego Komitetu Wojskowego, a od 20 listopada 1917 zastępcą dowódcy wojsk Moskiewskiego Okręgu Wojskowego ds. politycznych i kontrwywiadu,  w 1918 pełnił funkcję komisarza Gławwozduchfłota (Głównego Zarządu Floty Powietrznej), w 1920 został przewodniczącym chersońskiej gubernialnej Czeki i przewodniczącym Najwyższego Trybunału Rewolucyjnego Ukraińskiej SRR, odpowiedzialny za tzw. czerwony terror. 
Później pracownik Pełnomocnego Przedstawicielstwa (Ambasady) RFSRR na Litwie, od lutego 1924 do 1926 pracownik Ambasady ZSRR we Francji. Od lutego 1926 do maja 1927 I sekretarz Ambasady ZSRR w Szwecji, od 21 maja 1927 do 1 grudnia 1928 ambasador ZSRR na Litwie, od 2 marca 1929 do 4 czerwca 1933 przedstawiciel dyplomatyczny ZSRR w Czechosłowacji, od 1934 do lipca 1937 przewodniczący Wszechzwiązkowego Towarzystwa Kontaktów Kulturowych z Zagranicą.
3 lipca 1937 aresztowany, 8 lutego 1938 skazany na śmierć przez Kolegium Wojskowe Sądu Najwyższego ZSRR "za przynależność do kontrrewolucyjnej organizacji terrorystycznej", następnie rozstrzelany. 6 października 1956 pośmiertnie zrehabilitowany.